# ホテルメトロポリタンさいたま新都心
- 埼玉県 > さいたま市 > 中央区 (さいたま市) > さいたま新都心 > ホテルメトロポリタンさいたま新都心
- JR東日本ホテルズ > メトロポリタンホテルズ > ホテルメトロポリタンさいたま新都心
- 日本ホテル > ホテルメトロポリタンさいたま新都心

ホテルメトロポリタンさいたま新都心（ホテルメトロポリタンさいたましんとしん、英: Hotel Metropolitan Saitama-Shintoshin）は、埼玉県さいたま市中央区のさいたま新都心駅前に所在する、宿泊主体型ホテルである。JR東日本ホテルズのシティホテルブランド「メトロポリタンホテルズ」であり、日本ホテル株式会社が運営する。

## 概要
埼玉県初のメトロポリタンホテルズのホテルとして、2017年（平成29年）6月13日に開業。ホテルは、JRさいたま新都心ビル内に入居している。客室はシングルタイプ・ダブルタイプ・ツインタイプの157室からなり、ツインタイプにはエグゼクティブおよびアクセシブルルーム（ユニバーサルルーム）対応の部屋も用意される。
また飲食店1店舗を直営する。